# Bataille de Döffingen

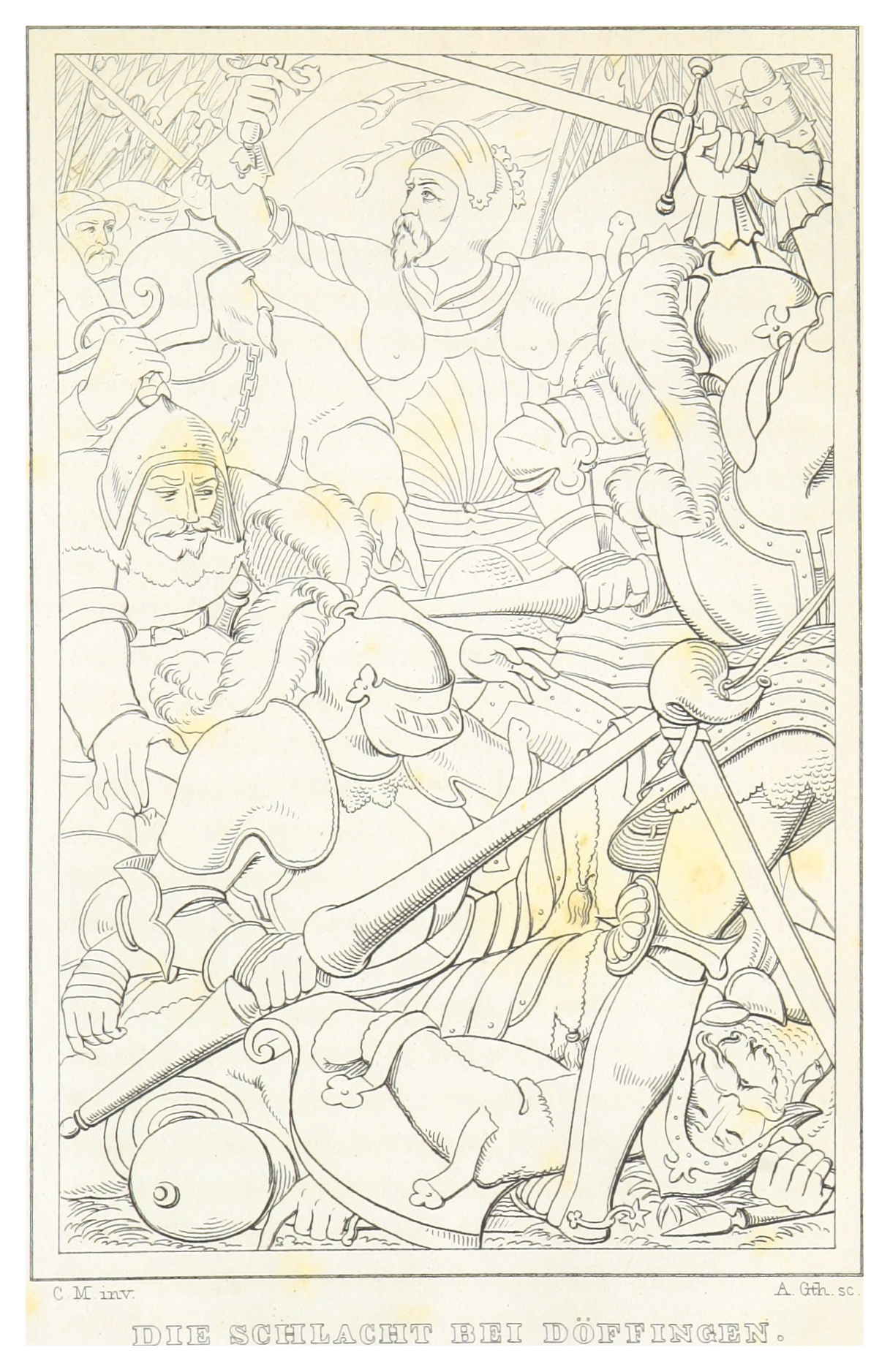
Illustration de la bataille de Döffingen tirée de L'histoire du Wurtemberg de Wilhelm Zimmermann (1836).

La bataille de Döffingen s'est déroulée le 23 août 1388 et marque la fin d'une série d'hostilités, comme la bataille de Reutlingen en 1377, entre l'Union des villes souabes (en) (dirigée par Ulm et Augsbourg) et la Ligue des chevaliers et des princes, qui était sous l'influence du comte Eberhard II de Wurtemberg. Robert Ier du Palatinat et Frédéric V de Nuremberg combattirent également à ses côtés. La bataille s'est tenue à Döffingen, dans le Grafenau. La bataille s'est soldée par une défaite pour l'alliance des villes souabes. Ulrich, le fils d'Eberhard, a été tué dans la bataille.